# Kanton Homécourt
Kanton Homécourt (fr. Canton d'Homécourt) byl francouzský kanton v departementu Meurthe-et-Moselle v regionu Lotrinsko. Tvořilo ho devět obcí. Zrušen byl po reformě kantonů 2014.

## Obce kantonu
- Auboué
- Batilly
- Hatrize
- Homécourt
- Jouaville
- Moineville
- Moutiers
- Saint-Ail
- Valleroy